# Bloodrock
Bloodrock — американская хард-рок-группа из города Форт-Уэрт. За пять лет своего существования группа  выпустила шесть студийных альбомов и смогла добиться некоторого успеха в чартах.

## История группы
История Bloodrock начинается в 1963 году, когда Джим Ратледж (вокал, ударные), Ник Тейлор (ритм-гитара, бэк-вокал), Эд Гранди (бас-гитара, бэк-вокал) и Дин Паркс (соло-гитара) основали группу The Naturals. Группа выпустила один сингл и вскоре сменила название на Crowd + 1, под новым названием также выпустила несколько синглов. К 1969 году Дина Паркса сменил Ли Пикенс, а также добавился клавишник Стиви Хилл. С их приходом название меняется на Bloodrock.
Вскоре их замечает менеджер и продюсер Grand Funk Railroad Терри Найт. Он становится продюсером их одноимённого дебютного альбома, выпущенного в марте 1970 года. Музыка в альбоме представляет собой хард-рок с элементами психоделик-рока и раннего хэви-метала. Альбом занимает 160 строчку в чарте Billboard.
В написании песен для альбома принимал участие техасский музыкант Джон Нитзингер. Его песни также встречаются в последующих альбомах группы до Bloodrock U.S.A. включительно. Несмотря на это, он никогда не был официальным участником Bloodrock.
После записи альбома Ратледж целиком сосредотачивается на вокале и на место ударника приходит Рик Кобб. В октябре 1970 выходит следующий альбом Bloodrock 2, который достигает 21 места в чарте. Успеху альбома также способствовала песня «D.O.A.», сингл с которой занял 36 место в Billboard Hot 100. 3 января 1990 года Bloodrock 2 получил «золотой» статус.
В апреле 1971 года выходит Bloodrock 3, на котором к привычному для группы хард-року добавляются оттенки прогрессивного рока. Альбом достигает 27 места в чарте. В 1972 году музыканты расстаются с Терри Найтом и следующий альбом, Bloodrock U.S.A., продюсируют сами. На данной пластинке музыканты продолжают свои эксперименты с прогрессивом. Группа начинает утрачивать популярность и Bloodrock U.S.A. занимает 88 место в чарте.
В мае 1972 выходит первый и последний концертный альбом группы Bloodrock Live, три песни из которого однако являются студийными записями с наложенными на них аплодисментами. После выхода альбома из группы уходят Джим Ратледж и Ли Пикенс. На замену Ратледжу приходит Уоррен Хэм и группа записывает альбом Passage, в котором совсем уходит от своих хард-роковых корней и переходит к прогрессиву. В чарте Billboard пластинка добирается до 104 места и становится последним альбомом Bloodrock, попавшим в американский чарт.
Во время записи следующего альбома происходит ещё одно изменение в составе, барабанщика Рика Кобба заменяет Рэнди Ридер. Whirlwind Tongues, изданный в январе 1974, становится последним альбомом группы. Происходят очередные изменения в составе, на этот раз уходят Тейлор и Ридер, на их место приглашают Билла Хэма и Мэтта Бентона. В таком составе группа работает над альбомом Unspoken Words, однако Capitol Records разрывают с ними контракт, и альбом так и остаётся неизданным. В апреле 1974 группа распадается. Только в 2000 году нереализованные материалы из Unspoken Words, а также альбомы Passage и Whirlwind Tongues были изданы в сборнике Triptych.
12 марта 2005 года классический состав Bloodrock, включающий в себя Джима Ратледжа, Ли Пикенса, Стиви Хилла, Ника Тейлора и Эда Гранди вместе с барабанщиком Крисом Тейлором, заменившим Рика Кобба, дал единственный концерт в Форт-Уэрте. Концерт был снят и выпущен на DVD под названием Another Amazing Adventure: The Bloodrock Reunion Concert.

## Участники группы

### Классический состав
- Джим Ратледж – ударные (1962–1970), ведущий вокал (1962–1972, 2005)
- Ли Пикенс – соло-гитара (1968–1972, 2005), бэк-вокал (1969)
- Ник Тейлор – ритм-гитара (1962–1974, 2005; died 2010), соло-гитара (1972–1974), вокал (1965–1968), бэк-вокал (1969–1973, 2005)
- Стиви Хилл – клавишные (1968–1974, 2005; died 2013), бэк-вокал (1969–1973, 2005)
- Эд Гранди – бас-гитара (1962–1974, 2005), вокал (1965–1968), бэк-вокал (1969–1973, 2005)
- Рик Кобб – ударные (1970–1973), бэк-вокал (1971)

### Бывшие участники
- Дин Паркс — соло-гитара (1962–1968)
- Уоррен Хэм – ведущий вокал, гармоника, саксофон, флейта (1972–1974)
- Рэнди Ридер – ударные (1973)
- Билл Хэм – гитара (1974)
- Мэтт Бентон – ударные (1974)
- Крис Тейлор – ударные (2005)

## Дискография
- 1970 — Bloodrock
- 1970 — Bloodrock 2
- 1971 — Bloodrock 3
- 1972 — Bloodrock U.S.A.
- 1972 — Bloodrock Live
- 1972 — Passage
- 1974 — Whirlwind Tongues